# نصف‌النهار ۸ درجه شرقی
نصف‌النهار ۸ درجه شرقی ۸مین نصف‌النهار شرقی از گرینویچ است که از لحاظ زمانی ۰ساعت و ۳۲دقیقه با گرینویچ اختلاف زمانی دارد.
این نصف‌النهار از قطب شمال شروع و از مناطق زیر گذشته و به قطب جنوب ختم می‌شود.
- قاره اروپا
- قاره آفریقا
- اقیانوس اطلس